# Mihael Jenčič
Mihael Jenčič, slovenski odvetnik in politik, * 11. maj 1946.
Od leta 2007 je bil član Državnega sveta Republike Slovenije.